# 민나 칸트

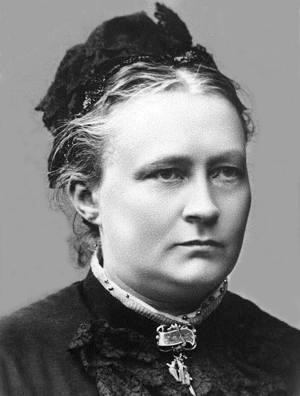

민나 칸트(핀란드어: Minna Canth [minna ka:nt][*]: 1844년 3월 19일-1897년 5월 12일)는 핀란드의 작가, 사회운동가다. 당시 기준으로 강경한 여성운동가로, 그 사상이 시대를 앞서갔을 뿐 아니라 자신의 관점을 강하게 주장하여 당대에는 논쟁적인 인물이었다.
민나 칸트는 여성으로서 첫 국기게양일을 부여받았으며, 그의 생일은 핀란드에서 사회평등의 날이기도 하다.
탐페레에서 구스타브 빌헬름 욘손(Gustaf Vilhelm Johnsson: 1816년-1877년)과 그 아내 울리카(Ulrika, 1811년-1893년)의 사이에 태어났다. 원래 이름은 울리카 빌헬미나 욘손(Ulrika Wilhelmina Johnsson)이었다. 부친은 제임스 핀레이슨의 핀레이슨 제면소에서 일했는데, 처음에는 일개 노동자였으나 이후 승진해 십장이 되었다. 구스타브와 울리카 욘손은 슬하에 2남 2녀를 낳았는데 모친의 이름을 물려받은 울리카가 장녀였다. 1853년 부친은 쿠오피오의 핀레이슨 직물상점 책임자가 되었고 일가족이 쿠오피오로 이사갔다.
쿠오피오로 이주하기 전부터 울리카는 핀레이슨 노동자들의 자녀를 위한 사내 학교에 다녔다. 쿠오피오에서 여러 여학교를 다녔고, 부친이 점장으로서 성공한 덕에 상류층 학교에까지 다니게 되었다. 1863년, 핀란드 최초로 여성에게 개방된 고등교육기관이었던 이위배스퀼래 사범학교에서 공부를 시작했다.
1865년 자연과학 선생이었던 요한 페르디난트 칸트(Johan Ferdinand Canth)와 결혼하면서 중퇴했다. 1866년에서 1880년 사이에 일곱 자녀를 낳았고, 남편이 주필로 있는 『중앙수오미』(Keski-Suomi)지에 기고를 시작했다. 그는 여성문제에 관해 글을 썼고 금주운동을 지지했다. 1876년 민나의 글들이 불화를 일으키면서 칸트 부부는 신문 일을 그만두어야 했다. 이듬해 부부는 『중앙수오미』의 경쟁지 『패이얜네』(Päijänne)로 이적했고, 민나는 『패이얜네』 지면에서 문학 작품을 처음 발표했다. 이 지면에서 발표한 단편소설들을 묶어 첫 단행본인 『소설과 이야기들』(Novelleja ja kertomuksia)을 1878년 출간했다.
1885년, 당시 쿠오피오 주교였던 구스타브 요한손은 여성은 자주적이지 않게 만들어진 것이 신의 섭리라고 주장했다. 비슷한 시기 작가 구스타브 아브 예이어스탐은 남자와 여자는 근본적으로 다르기 때문에 남자는 여자의 순결을 열망할 수밖에 없다고 논했다. 칸트는 이런 주장들에 강하게 반대하면서 논쟁을 벌였다.
민나 칸트의 가장 중요한 작품으로 꼽히는 것은 희곡들이다. 1885년부터 집필한 『노동자의 아내』(Työmiehen vaimo)와 1895년 집필한 『안나 리사』가 대표작이다. 『노동자의 아내』의 주인공 요한나(Johanna)의 남편 리스토(Risto)는 아내가 벌어오는 돈을 탕진하는 술주정뱅이다. 아내의 돈이 법적으로 남편의 것이기 때문에 요한나는 이것을 막을 수 없다. 이 연극은 초연되었을 당시 스캔들을 일으켰지만, 몇 개월 뒤 국회에서는 부부간 재산 분리에 관한 법을 통과시켰다.
『안나 리사』는 결혼하지 않고 임신하게 된 15세 소녀의 이야기를 다룬 비극이다. 주인공 안나는 임신 사실을 간신히 주변에 숨기고, 아이를 낳은 뒤 아이를 목졸라 죽인다. 그의 애인 믹코(Mikko)의 모친이 그를 도와 아기를 암매장한다. 하지만 몇 개월 뒤 안나가 새 애인 요한네스(Johannes)와 결혼하려 하자 믹코 모자가 과거의 일을 들어 안나를 협박해온다. 그들은 안나가 믹코와 결혼하지 않으면 어두운 과거를 폭로하겠다고 위협하지만, 안나는 이에 굴하지 않는다. 결국 안나는 자신의 과거를 고백하고 감옥에 간다.

## 참고 자료
1. ↑  Vuorikari, Outi. “"Myrskylintu Tampereelta"”. 《Minna Canth》. Kuopio Museum of Cultural History. 2017년 3월 22일에 원본 문서에서 보존된 문서. 2017년 3월 30일에 확인함.
2. ↑  Vuorikari, Outi. “Kauppiaan tyttären koulut”. 《Minna Canth》. Kuopio Museum of Cultural History. 2018년 5월 19일에 원본 문서에서 보존된 문서. 2017년 3월 30일에 확인함.
3. ↑  Maijala, Minna. “Minna Canth (1844–1897)”. 《Klassikkogalleria》. Kristiina Institute, University of Helsinki. 2017년 3월 31일에 확인함.
4. ↑  Vuorikari, Outi. “Minna Canthin monet roolit Jyväskylässä”. 《Minna Canth》. Kuopio Museum of Cultural History. 2018년 5월 19일에 원본 문서에서 보존된 문서. 2017년 3월 31일에 확인함.
5. ↑  Jaakko Ahokas (1973). 《A History of Finnish Literature》. Taylor & Francis. 113쪽. ISBN 978-0-87750-172-5.